# Локалидад син Номбре 1 (Аутлан де Наваро)
Локалидад син Номбре 1 (шп. Localidad sin Nombre 1) насеље је у Мексику у савезној држави Халиско у општини Аутлан де Наваро. Насеље се налази на надморској висини од 900 м.

## Становништво
Према подацима из 2005. године у насељу је живело 61 становника.

### Хронологија
| Година       | 2005 |
| ------------ | ---- |
| Становништво | 61   |

### Попис
| # | Индикатор                        | Вредност |
| - | -------------------------------- | -------- |
| 1 | Укупно појединачних домаћинстава | 1        |